# Kainkollektiv
Das Kainkollektiv (eigene Schreibweise: kainkollektiv) ist ein in Bochum gegründetes Künstlerkollektiv, das seit 2004 in unterschiedlichen Kollaborationen an theatralen Partituren zwischen Theater, Installation und Performance arbeitet. Es produziert primär eigene Texte und Szenarien. Seit 2013 hat es außerdem zwei deutsch-kamerunische Koproduktionen mit dem Laboratoire de Théatre de Yaoundé (OTHNI) kreiert.
Die Mitglieder des Kollektivs sind als Regisseure, Dramaturgen, Theaterwissenschaftler, Autoren, Musiker, Tänzer und Performer tätig. Die Arbeit in internationalen (Ko-)Produktionen ist zentraler und wichtiger Bestandteil der Theaterarbeit. Dabei sind es nicht so sehr internationale Gastspielreisen, sondern vielmehr tatsächliche Koproduktionen inklusive eigenen Stückentwicklungen, das heißt längerfristige Zusammenarbeiten und Aufenthalte in den genannten Ländern, die die Grundlage dieser Arbeit bilden. So entstanden in und mit Polen zusammen Stücke über die „Spuren von West und Ost“ und „den Verfall der europäischen Städte“ in Krakau (Fasada, Burn Out City) und das „Erbe der Ruhrpolen“ im Ruhrgebiet (Kortländer Saga), über das „deutsche/europäische Kolonialerbe“ in Kamerun (Fin de machine, Fin de mission) sowie über den „Niedergang der (Textil-)Industrie“ in Kroatien (No Logo Opera).
Parallel hierzu entstanden thematisch entsprechende Arbeiten im Ruhrgebiet, z. B. 2014 im Ringlokschuppen Ruhr die (54. Stadt – Im Westen Neues) oder ebenfalls 2014 im Schauspielhaus Bochum (Die Kinder von Opel). In all diesen Arbeiten geht es dem Kainkollektiv um das Wechselverhältnis spezifischer lokaler Bedingungen in den Städten, in denen die Künstler des Kollektivs leben und arbeiten, zur Frage globaler Verhältnisse, die diese Bedingungen zunehmend beeinflussen. Im Kontext dieser Suchbewegung ist die von den Kainkollektivisten erfundene Performance-Serie Globe Operas entstanden: eine „doku-fiktionale, (musik-)theatrale Vorabend-Serie für die globalisierte Welt, kurz bevor die Nacht über sie hereinbricht.“

## Auszeichnungen
Für seine Theaterarbeit insbesondere in NRW ist das kainkollektiv seit 2012 mit der Spitzenförderung Theater NRW (1. Runde 2012–2015, 2. Runde 2015–2018) durch das Ministerium für Kultur und Wissenschaft des Landes Nordrhein-Westfalen ausgezeichnet. Außerdem erhält es für die Jahre 2015–2017 die Konzeptionsförderung des Fonds Darstellende Künste und wurde 2015 mit dem George Tabori Nachwuchsförderpreis ausgezeichnet.

## Auswahl der Produktionen
- 2017: Hagar. Schauspielhaus Bochum, Ringlokschuppen Ruhr; Erzählt die gemeinsame Geschichte von Judentum, Christentum und Islam als unvollendete Familiensaga.[1]
- 2017: Still out there. Theater Bremen; Neuinterpretation des Grimm-Märchens von den Bremer Stadtmusikanten.[2]
- 2016: Fin de mission / ohne Auftrag leben – deutsch-kamerunische Oper(ation) über die Geschichte der Sklaverei, in Kooperation mit: Laboratoire de Théâtre de Yaoundé, Ringlokschuppen Ruhr, FFT Düsseldorf, Kampnagel Hamburg, Doual'art Douala und Goethe-Institut.[3]
- 2016: Out Of Control // Ein Live Animation Cinema Projekt von kainkollektiv & sputnic // Moks Bremen
- 2015: Das Glitzern der Welt // Eine Reise im Miniaturformat im öffentlichen Raum // Schauspielhaus Bochum / Favoriten 2016
- 2015: Burn Out City // Ringlokschuppen Ruhr, FFT Düsseldorf, Teatr Łażnia Nowa Krakau
- 2014: Aus Aktuellem Anlass // Ringlokschuppen Ruhr, FFT Düsseldorf
- 2014: No Logo Opera // Ringlokschuppen Ruhr, FFT Düsseldorf, HNK Varaždin
- 2014: Die Kinder von Opel // Schauspielhaus Bochum
- 2014: 54. Stadt / Im Westen nichts Neues // Ringlokschuppen Ruhr, Theater Oberhausen
- 2013: Fin de Machine / Exit.Hamlet Eine deutsch-kamerunische Grenz-Überschreibung // Ringlokschuppen Mülheim, OTHNI - Laboratoire de Théâtre de Yaoundé FFT Düsseldorf, kampnagel Hamburg
- 2013: Tiere in Städten Installation / Performance-Konzert // Rottstr. 5 Kunsthallen, Festival n.a.t.u.r. Bochum
- 2013: Kortländer-Saga Ein Ruhr-Polnisches Archäologikum // Ringlokschuppen Mülheim, FFT Düsseldorf, Teatr Nowy (Krakau)
- 2013: Stadt der guten Hoffnung
- 2013: Dunkel lockende Welt Ein musikalisch-theatrales Rechercheprojekt in den Kulissen des Ruhrgebiets
- 2012: And On... tanz lange Tanz-Performance Serie von kainkollektiv und tanz lange // Ringlokschuppen Ruhr, FFT Düsseldorf, Pumpenhaus Münster
- 2012: Global_Eyes Eine Renaissance-Video-Installation von kainkollektiv & sputnic // Duisburger Akzente
- 2012: Lessings Gespenster // Schauspiel Dortmund
- 2011: Fasada 1/2 // Teatr Nowy, Kraków (PL)
- 2011: StadtRandFluss Eine Performance-Serie zu Geschichte, Gegenwart und Zukunft Mülheims // Ringlokschuppen Mülheim
- 2011: Der Knacks nach F. Scott und Zelda Fitzgerald und Gilles Deleuze, Schlosstheater Moers
- 2011: Skinology – 58 Indizien über den Körper (1) Eine Tanz-Performance-Serie in Koproduktion mit Gudrun Lange und dem FFT Düsseldorf, Ringlokschuppen Mülheim und Theater im Pumpenhaus
- 2010: Stadt ohne Geld, Inszenierungsreihe in Koproduktion mit dem Schauspiel Dortmund
- 2010: Next Generation - Not in Our Name, in Koproduktion mit Studierenden des Instituts für Theaterwissenschaft der Ruhr-Universität Bochum sowie dem Schauspielhaus Bochum in einer Textfassung von Ulrike Haß
- 2010: Stella das Zebra Ein musikalisches Purimspiel, in Koproduktion mit der Oper Dortmund
- 2010: play_Fatzer vol. 3, in Koproduktion mit dem Ringlokschuppen Mülheim
- 2009: ALTNEUATLANTIS, in Koproduktion mit dem Ringlokschuppen Mülheim und Theater im Pumpenhaus Münster
- 2009: BAU nach Kafka, in Koproduktion mit dem Ringlokschuppen Mülheim
- 2009: Traktor von Heiner Müller, in Koproduktion mit dem Ringlokschuppen Mülheim
- 2008: Die Schauspieler von Einar Schleef, in Koproduktion mit dem Ringlokschuppen Mülheim und dem Schlosstheater Moers